# Serenata n. 12 per fiati (Mozart)
La Serenata n. 12 per fiati in Do minore K 388 (K 384a) è una composizione di Wolfgang Amadeus Mozart scritta nel 1782; è l'unico brano di questo genere composto dal musicista in questa tonalità. La serenata fu trascritta nel 1787 dallo stesso Mozart per quintetto d'archi (K 406) con una nuova stesura che prevedeva adeguamenti alle parti relative all'accompagnamento. Nel trascrivere la composizione per una struttura più tradizionale e seria come il quintetto il compositore ha dimostrato di essere consapevole del carattere "concettuale" che l'opera rappresentava.

## Storia
Nel luglio 1782 le rappresentazioni de Il ratto dal serraglio furono accolte con grande favore dal pubblico viennese, tanto che l'opera fu replicata quindici volte. Mozart iniziò in questo periodo la composizione di una nuova sinfonia, commissionata dalla famiglia Haffner di Salisburgo, la Sinfonia in Re maggiore K 385. Il musicista fu però costretto a interrompere momentaneamente la stesura per far fronte a una nuova richiesta: una serenata per fiati di cui però non conosciamo né il committente né l'occasione per cui fu scritta.
Lo studio di Händel, ma soprattutto di Bach, che impegnava intensamente Mozart in quel periodo, influenzerà pesantemente e positivamente la scrittura delle sue composizioni tra cui il Quartetto K 387 e successivamente proprio la Serenata K 388 che stava prendendo corpo. Infatti quest'opera prende le distanze dal modo in cui era concepita fino ad allora la musica di intrattenimento.

## Struttura e analisi
1. Allegro (Do minore)
2. Andante (Mi bemolle maggiore)
3. Minuetto in canone con trio (Do minore)
4. Allegro (Do minore)

Nella musica galante di Mozart erano sempre convissuti la complessità compositiva e strutturale e la leggerezza formale e melodica; nella K 388 si accentua la complessità e non si concede nulla alla leggerezza racchiudendo il tutto in un Do minore totalmente distante dalle usuali tonalità di intrattenimento. Una composizione legata alla gioia di vivere come la serenata scritta in una tonalità minore rasenta il controsenso, visto il carattere cupo, tragico ed estremamente composto che conferisce alla musica.
Anche i movimenti paiono condurre la composizione più verso la sinfonia viennese che la classica serenata. Non vi troviamo infatti né il secondo minuetto, né un secondo movimento lento, né un'introduzione moderata e un finale moderato (o una marcia) come inizio e termine della composizione. Come ha avuto modo di scrivere il musicologo Hermann Abert, in definitiva Mozart rinuncia ai tratti tipici della serenata a favore di un contenuto musicale che ondeggia tra "unisoni aggressivi e passaggi lirici".
La serenata si apre con un Allegro su un forte di tutti gli strumenti all'unisono, una modulazione conduce la secondo tema contrastante in Mi bemolle maggiore. Nello sviluppo l'atmosfera è intensamente espressiva e, dopo diverse modulazioni con inusuali intervalli di settima, si ritorna in un calando, solo leggermente più accomodante, al cupo motivo iniziale nella tonalità d'impianto.
L'Andante viene svolto nella tonalità relativa maggiore (Mi bemolle maggiore) alla tonalità di impianto. Il primo tema è di un lirismo appena accennato in un'atmosfera sommessa; il secondo modula alla tonalità di Si bemolle maggiore con i singoli strumenti che dialogano fra di loro con un continuo scambio di idee. La parte centrale comprende lo sviluppo con il primo tema appena accennato; una ripresa di entrambi i motivi porta alla conclusione del movimento.
Nel Minuetto prendono corpo la sapienza contrappuntistica di Mozart, ma anche la capacità di usare questo virtuosismo costruttivo per ottenere da questo tempo un risultato nuovo e distante dal tono proprio della danza nobiliare. Il compositore è l'artefice, qui come nelle sinfonie n 25 K 183 e n. 40 K 550, di un minuetto serio se non addirittura drammatico, grazie soprattutto alle venature cupe del Do minore. Nel Trio la scrittura si alleggerisce e assume aspetti più chiari resi dal passaggio al Do maggiore alternandolo al Sol; la partitura prevede un canone rovesciato, scritto con prodigiosa maestria dal compositore, con i singoli strumenti impiegati come fossero cantanti in un complesso contrappunto d'imitazione.
Un tema con variazioni caratterizza l'Allegro con cui termina la serenata. Il compositore mantiene la tonalità di impianto in tutte le variazioni tranne nella quinta dove, corni e fagotti espongono un motivo, in Mi bemolle maggiore, che sarebbe poi stato ripreso nel Don Giovanni. Ai clarinetti il compito di riportare il movimento sull'usuale tenebroso sentiero del Do minore che continuerà sino alla settima variazione. Qui il tema si snatura sino a perdersi e ad arrestarsi su di una corona. Ma il brano non termina e dal silenzio ricompare il tema questa volta nella tonalità luminosa di Do maggiore. Questo non deve tuttavia essere interpretato come un ritorno alla speranza, bensì come un travestimento che appare radioso, ma che cela al proprio interno quel percorso accidentato e cupo che fino ad allora ci era stato mostrato.

## Organico
Due oboi, due clarinetti, due fagotti, due corni.